# 29458 Pearson
29458 Pearson (1997 SJ11) là một tiểu hành tinh vành đai chính được phát hiện ngày 30 tháng 9 năm 1997 bởi P. G. Comba ở Prescott.